# Chlorophorus melancholicus
Chlorophorus melancholicus là một loài bọ cánh cứng trong họ Cerambycidae.